# Quimper KFC
El Quimper KFC es un equipo de fútbol de Francia que juega en la Regional 2 Bretaña.

## Historia
Fue fundado el 21 de octubre de 1905 en la ciudad de Quimper de la región de Bretaña con el nombre Stade Quimpérois y han cambiado de nombre en varias ocasiones:
- 1905-1987 : Stade Quimpérois
- 1987-1990 : Quimper Cornouaille Football Club (Quimper CFC)
- 1990-2000 : Stade Quimpérois
- 2000-2008 : Stade Quimpérois 2000
- 1987-1990 : Quimper Cornouaille Football Club (Quimper CFC)
- Desde 2011: Quimper Kerfeunteun Football Club (Quimper KFC)

La mejor época del club ha sido hasta el momento los años 1970 y 1980, periodo en el cual formó parte de la Ligue 2, el cual fue el primer periodo de profesionalismo del club en el que jugaron por más de 20 temporadas entre la segunda y tercera división nacional, usualmente se ubicaba entre los puestos intermedios de la Ligue 2 donde destacó un cuarto lugar en la temporada 1989 y avanzar hasta los cuartos de final de la Copa de Francia.
A inicios de los años 1990 comenzó a pasar dificultades financieras que lo forzaron a abandonar el profesionalismo, y posteriormente en 1997 a descender a las divisiones regionales.

## Palmarés
- Championnat de France amateur (1948-1971): 1

1951 (Grupo oeste)
- CFA 2/National 3: 1

2008 (grupo H)
- DH Ouest: 7

1924, 1926, 1928, 1933, 1938, 1949, 1962, 1977, 1989
- DH Bretagne: 1

2007
- Coupe de l'Ouest: 4

1924, 1928, 1933, 1959